# Erastrifacies schedocala
Erastrifacies schedocala là một loài bướm đêm trong họ Noctuidae.